# Васильєв Олександр Пилипович
Олександр Пилипович Васильєв (1902—1984) — радянський військовий розвідник та військовий дипломат, кадровий співробітник Головного розвідувального управління Генерального штабу РСЧА, особистий секретар-референт Йосипа Сталіна з питань військово-дипломатичного співробітництва із союзниками СРСР у Другій світовій війні, представник СРСР у Військово-штабному комітеті ООН, остання посада — начальник Відділу зовнішніх зносин Генерального штабу РСЧА, генерал-лейтенант (1944). Почесний громадянин Бєлгорода.
Рідна мова — російська. Вільно володів також українською, білоруською та польською мовами. Виявив блискучі лінгвістичні здібності і під час навчання у Військовій академії Робітничо-Селянської Червоної Армії імені М. В. Фрунзе, де також пройшов курс навчання німецької та англійської мов; останньою володів досконало.

## Біографія
Народився в селянській родині, закінчив вище початкове училище в 1917 році. В Червоній Армії з 1 червня 1920 року, учасник Громадянської війни в колишній Російській імперії; в 1920—1921 роках воював в Україні проти військ Врангеля та Нестора Махна. Червоноармієць загону Частин особливого призначення, Зведеної дивізії Харківської бригади, караульної роти Крестецького повітового військкомату з червня 1920 по серпень 1922 роки.
1922 року відряджений до Петрограда, де до 1926 року навчався в 1-й Ленінградській військовій школі імені Червоного Жовтня. У 1925 році вступив в члени Ленінградської міської партійної організації ВКП (б).
З жовтня 1926 року по листопад — командир взводу навчальної батареї, ад'ютант 7-го кінно-артилерійського дивізіону 7-ї кавалерійської дивізії. З листопада 1931 по березень 1932 роки — у розпорядженні Головного управління РСЧА.
З березня 1932 по травень 1934 служив в Білоруському військовому окрузі на посаді помічника начальника 1-го сектора 6-го відділу Штабу округу. У Борисові зустрів та потім одружився з Броніславою Вікентіївною уродженою Гурською, з якою мав двох дітей — сина і дочку.
У 1937 році закінчив Спеціальний факультет Військової академії РСЧА імені М. В. Фрунзе; випускався як військовий розвідник та дипломат. Виявив лінгвістичні здібності до вивчення іноземних мов. На Спеціальному факультеті крім військового країнознавства та спеціальних дисциплін вивчив німецьку та англійську мови.
Після «сталінських чисток» епохи «Великого терору», коли значною мірою були знищені кадровий склад керівних органів Народного комісаріату закордонних справ та Червоної армії, оскільки мав «селянське походження», знав п'ять мов, і мав як загальну військову, так і спеціальну вищу військово-дипломатичну освіту, Васильєв отримав призначення до центрального апарату військової розвідки.
У вересні — грудні 1937 року зарахований штатним співробітником в Розвідувальне управління РСЧА — Розвідувальне управління Генштабу Червоної армії: майор, тимчасовий виконувач посаду начальника, а потім з грудня 1937 по травень 1939 р. — начальник 10-го відділу; водночас з лютого 1939 р. — тимчасовий виконувач обов'язків помічника начальника, а потім з травня 1939 по серпень 1940 р. — заступник начальника Управління по військових округах та зв'язку, одночасно з травня по липень 1939 р. — начальник 4-го відділу Розвідувального управління Генштабу РСЧА. З серпня 1940 по червень 1941 р. — у розпорядженні центрального апарату Розвідувального управління.

## Друга світова війна
Учасник Другої світової війни.
Брав участь у вторгненні СРСР до Польщі у 1939 році. З осені цього ж року брав участь у бойових діях в Радянсько-фінській війні 1939—1940 років.
За день до оголошення Німеччиною превентивної війни Радянському Союзу, 21 червня 1941 року у зв'язку зі створенням за наказом Генерального штабу РСЧА Південного фронту, призначений на посаду Начальника Розвідувального відділу штабу фронту та таємно відбув з Москви на Польовий командний пункт Південного фронту, де в структурі штабу фронту надійшов в оперативне підпорядкування безпосередньо командувачу Івану Тюленєву, одночасно перебуваючи в підпорядкуванні ГРУ РСЧА.
З метою підготовки до відкриття бойових дій проти частин Вермахту і запланованого вторгнення в Європу, керував оперативною тактичною військовою розвідкою в тилу Вермахту та власною агентурною мережею стратегічної розвідки фронту. За підписом А. Ф. Васильєва ГРУ та Генеральний штаб РСЧА отримали Розвідувальне донесення № 01. На основі розвідувальних даних, отриманих із різних джерел, своєчасно попередив командувача фронтом та начальника штабу про критичну концентрацію частин Вермахту, Люфтваффе та Крігсмаріне на театрі військових дій Південного фронту. паралельно здійснював безперервне оповіщення ГРУ та Генерального штабу в Москві про можливість раптового нападу Німеччини на Радянський Союз.
Після нападу Німеччини на СРСР 22 червня 1941 р. і відкриття бойових дій на Східному фронті відступав разом із частинами РСЧА на Схід. Пізніше переміщений на посаду заступника начальника штабу Північної групи військ Закавказького фронту.
З літа 1943 року, за особистою вказівкою Верховного Головнокомандувача Червоною Армією Йосипа Сталіна, призначений радянським військовим представником при військах Союзників в Італії, де за офіційною військово-дипломатичною лінією встановив контакт з командувачем Об'єднаними військами союзників Дуайтом Ейзенхауером.
З листопада 1944 року, у зв'язку з проведенням операції «Оверлорд» з висадки союзницьких військ у Нормандії та відкриттям Другого фронту в Європі — Начальник радянської військової місії у Великій Британії до квітня 1945 року.

## Заснування Організації Об'єднаних Націй
За вказівкою Йосипа Сталіна разом з Андрієм Громико включений до складу радянської делегації, що брала участь в Міжнародній конференції в Сан-Франциско, де з квітня по червень 1945 року працював з вироблення Статуту ООН як військовий експерт вищого рангу.
Начальник спеціальної групи Штабу Радянської військової адміністрації в Німеччині (РВАН) з липня по вересень 1945 року, заступник Начальника штабу РВАН з вересня 1945 року.
Представник СРСР у Військово-штабному комітеті ООН з вересня 1947 по січень 1950 року. 
Начальник Управління зовнішніх відносин Міністерства оборони СРСР з квітня 1950 року.
Після смерті Йосипа Сталіна внаслідок політичних чисток у вищих керівних сферах армії та розвідки був відправлений у відставку. Надалі як військовий пенсіонер не залучався до роботи в Головному розвідувальному управлінні Генерального штабу ЗС РФ.
У період хрущовської кампанії по десталінізації та реабілітації незаконно репресованих громадян СРСР до судової відповідальності не притягувався і зберіг своє звання, нагороди, соціальний статус та належні пільги; були збережені державна квартира в центрі Москви та персональна державна дача в ближньому Підмосков'ї.

### Звання
- Полковник
- Генерал-майор (14 лютого 1943)
- Генерал-лейтенант (24 жовтня 1944)

### Нагороди
Нагороджений орденом Леніна, трьома орденами Червоного Прапора, орденом Кутузова III ступеня, орденом Червоної Зірки, медалями.